# 丸山高明
丸山 高明（まるやま たかあき、1993年9月30日 - ）は、岡山県岡山市出身の社会人野球選手（外野手）。

## 経歴
岡山市立福島小学校3年からソフトボールを始め、岡山市立福南中学校から「岡山メッツ」で投手兼外野手として硬式野球を始め、主将を務める。
高校は玉野光南高校に進み、2年の夏に７番レフトで出場し岡山大会準優勝、3年の夏は１番センターで出場し8強。副主将を務める。
その後、東都大学野球の亜細亜大学に進学、大学在学時には8シーズン中6度のリーグ優勝を経験、横浜DeNAベイスターズーシカゴ・カブス　今永昇太から安打も放った。全日本大学選手権大会で２度の準優勝、明治神宮野球大会で2度の優勝をして日本一を経験し、４年生の明治神宮大会では３番ライトで出場し優勝に輝いた。
在学時には、１学年上に山崎康晃(DeNA)、同級生に、藤岡裕大(ロッテ)や板山祐太郎(中日)、後輩には木浪聖也(阪神)、高橋遥人(阪神)、頓宮裕真(オリックス)らがいる。
大学卒業後は自身の実家が経営するシティライト岡山に入社。シティライト岡山では、主にセンターを守り１番や３番を任される。２０１７年、２０１８年共に２年連続社会人野球中国地区ベストナインを受賞。同年には東日本と西日本に分かれ、全国各地から３０名ずつ選抜される全日本ジュニア強化合宿メンバーにも選ばれた。２０１９年、主将１年目に創部初の都市対抗野球大会と日本選手権大会の二大大会初出場を果たし、都市対抗野球大会初勝利を飾る。２０２３年、第一回開催となる社会人中国地区選抜チームに選ばれ、主将を任される。現在も野球部主将、社業では代表取締役副社長に務めている。